# 63897 Ofunato
63897 Ofunato è un asteroide della fascia principale. Scoperto nel 2001, presenta un'orbita caratterizzata da un semiasse maggiore pari a 2,2937481 au e da un'eccentricità di 0,1788459, inclinata di 5,98080° rispetto all'eclittica.
L'asteroide è dedicato all'omonima città giapponese.